# Kamet
Kamet lub Kāmet – szczyt w Himalajach. Leży w stanie Uttarakhand, w Indiach, blisko granicy z Chinami. Jest to drugi co do wysokości szczyt stanu Uttarakhand, po Nanda Devi. Jest też 29. szczytem Ziemi. Należy do grupy górskiej, w której inne ważne szczyty to: Mukut Parbat, Abi Gamin, Mana i Nanda Devi.
Pierwszego wejścia na szczyt dokonali członkowie brytyjskiej ekspedycji: Frank Smythe, Eric Shipton, R.L. Holdsworth i Lewa Szerpa 21 czerwca 1931.